# Optimum techniczne
Optimum techniczne – pojęcie z zakresu ekonomii. Oznacza taką wielkość produkcji danego przedsiębiorstwa, przy której przeciętny koszt całkowity (ATC)  wyprodukowania jednostki danego dobra jest najmniejszy. Jest wyznaczane w punkcie przecięcia się krzywej kosztów marginalnych z minimum krzywej przeciętnych kosztów całkowitych.